# Козлякевичи
Козляке́вичи (бел. Казлякевічы) — деревня в Барановичском районе Брестской области Белоруссии. Входит в состав Новомышского сельсовета. Население — 158 человек (2019).

## География
К юго-западу от деревни протекает река Мышанка, образующая Петревичское водохранилище.

## История
Известна с 1567 года. С 1884 года работала церковно-приходская школа. В 1897 году в Новомышской волости Новогрудского уезда Минской губернии. С 1921 года составе межвоенной Польши, в гмине Новая Мышь Барановичского повета Новогрудского воеводства.
С 1939 года в составе БССР. С конца июня 1941 до 8 июля 1944 года была оккупирована немецко-фашистскими захватчиками.

## Население
| Численность населения (по переписи) | Численность населения (по переписи) | Численность населения (по переписи) | Численность населения (по переписи) | Численность населения (по переписи) | Численность населения (по переписи) | Численность населения (по переписи) | Численность населения (по переписи) |
| 1897                                | 1909                                | 1921                                | 1939                                | 1999                                | 2005                                | 2009                                | 2019                                |
| ----------------------------------- | ----------------------------------- | ----------------------------------- | ----------------------------------- | ----------------------------------- | ----------------------------------- | ----------------------------------- | ----------------------------------- |
| 387                                 | ↗582                                | ↘365                                | ↗510                                | ↘87                                 | ↗114                                | ↗160                                | ↘158                                |

## Известные уроженцы
- Фёдор Петрович Сенько (1936—2020) — советский государственный и хозяйственный деятель, министр сельского хозяйства БССР (1979—1985).
- Илья Петрович Сенько (род. 1940) — Герой Социалистического Труда.